# Венетикос
 Тази статия е за гръцката река в Егейска Македония.  За италианското градче в Сицилия вижте Венетико.  
Венѐтикос или Венетико (на гръцки: Βενέτικος) е река в Егейска Македония, Гърция, десен и един от най-големите притоци на Бистрица (Алиакмонас). Дълга е 43,6 km.

## Път
Венетикос извира под името Милийска (Ρέμα Μηλιάς) или Амерска река (Ρέμα Αμέρου) от Пинд между планинските масиви Мавровуни и Милия, недалеч от изворите на Вьоса при село Милия (Амеру). Най-високите притоци на реката са непосредствено под връх Милия (2159 m).
Тече на север до село Микроливадо (Лабаница) след което завива на изток. Оформя красивия пролом Портица. Влива се в Бистрица след Гревениотикос при село Агапи (Раци). Реката е подходяща за рафтинг и каяк.

## Мостове
Венетикос е известна със своите стари каменни мостове. В миналото реката е имала 19 моста – повечето от които са запазени. Най-известните са Азизаговият мост край село Трикомо (Залово) и Мостът при Портица край село Спилео. Мостът на Азиз ага е най-големият сводест мост в Македония и втори в Гърция след този при Плака на Арахтос. Построен е в 1727 година от едноименния турски ага. Мостът Портица е на входа на едноименния пролом. Построен е в 1743 година и дължината му е 13 метра.

## Галерия
- Венетикос мътна
- Венетикос през зимата
- Венетикос при Месолури
- Водопад при Месолури